# Rångedala
Rångedala är en tätort i Borås kommun och kyrkbyn i Rångedala socken.

## Befolkningsutveckling
| Befolkningsutvecklingen i Rångedala 1960–2020                | Befolkningsutvecklingen i Rångedala 1960–2020 | Befolkningsutvecklingen i Rångedala 1960–2020 | Befolkningsutvecklingen i Rångedala 1960–2020 | Befolkningsutvecklingen i Rångedala 1960–2020 |
| ------------------------------------------------------------ | --------------------------------------------- | --------------------------------------------- | --------------------------------------------- | --------------------------------------------- |
|                                                              |                                               |                                               |                                               |                                               |
| År                                                           |                                               |                                               | Folkmängd                                     | Areal (ha)                                    |
| 1960                                                         | 1960                                          |                                               | 253                                           |                                               |
| 1965                                                         | 1965                                          |                                               | 271                                           |                                               |
| 1970                                                         | 1970                                          |                                               | 288                                           |                                               |
| 1975                                                         | 1975                                          |                                               | 402                                           |                                               |
| 1980                                                         | 1980                                          |                                               | 413                                           |                                               |
| 1990                                                         | 1990                                          |                                               | 384                                           | 73                                            |
| 1995                                                         | 1995                                          |                                               | 384                                           | 74                                            |
| 2000                                                         | 2000                                          |                                               | 384                                           | 74                                            |
| 2005                                                         | 2005                                          |                                               | 399                                           | 74                                            |
| 2010                                                         | 2010                                          |                                               | 392                                           | 73                                            |
| 2015                                                         | 2015                                          |                                               | 420                                           | 112                                           |
| 2020                                                         | 2020                                          |                                               | 421                                           | 102                                           |
| Anm.: Namnändring 1970 från Rångedala station till Rångedala |                                               |                                               |                                               |                                               |